# All Saints and St. Nicholas, South Elmham
All Saints and St. Nicholas, South Elmham is een civil parish in het bestuurlijke gebied East Suffolk, in het Engelse graafschap Suffolk. In 2001 telde het dorp 128 inwoners.